# Beck János Nepomuk (orvos)
Beck János Nepomuk (Pruszka, 1789. december 13. – Baden bei Wien, 1833. április 13.) orvos.

## Élete
Bécsben tanult, ahol orvostudorrá avatták és hosszabb ideig volt az általános kórházban mint másodorvos alkalmazva; 1827-ben, Badenben, Alsó-Ausztriában telepedett le mint gyakorló orvos, ahol később fürdőorvos lett.

## Művei
- Dissertatio inaug. medica de patechiis. Viennae, 1816.
- Baden in Niederösterreich, in topogr-statist. geschichtl. naturhist. u. pittoresker Beziehung. Uo. 1822.
- Chronik der Heilquellen von Baden in Österreich. I. II. Jahrg. 1827–28.